# U-775
U-775 – niemiecki okręt podwodny (U-Boot) typu VII C z okresu II wojny światowej. Okręt wszedł do służby w 1944 roku. Jedynym dowódcą był Oblt. Erich Taschenmacher.

## Historia
Wcielony do 8. Flotylli U-Bootów celem szkolenia załogi, od listopada 1944 roku w 11. Flotylli jako jednostka bojowa.
Odbył dwa patrole bojowe, podczas których zatopił jeden statek (1926 BRT) i uszkodził kolejny (6991 BRT). Zatopił również fregatę typu Captain HMS „Bullen” (1300 t).
Poddany 9 maja 1945 roku w Trondheim (Norwegia), przebazowany do Loch Ryan (Szkocja). Zatopiony ogniem artyleryjskim 8 grudnia 1945 roku podczas operacji Deadlight.